# Szlovák nyelvtörvény
A szlovák nyelvtörvény egy 1995-ben elfogadott és 2009-ben jelentősen módosított törvény a nyelvhasználatról Szlovákiában. A jelenlegi állapot egy 2009-es parlamenti szavazással jött létre és 2009. szeptember 1-je óta hatályos.
A 2009-es módosítás széles körű kritikát és tiltakozást váltott ki a lakosság 10%-át kitevő szlovákiai magyarok, továbbá a magyar kormány, civil szervezetek és a magyar lakosság körében a magyarok elleni diszkrimináció és anyanyelvük, a magyar nyelv használatának korlátozása miatt. A tiltakozási hullámot kiváltó törvény kulcskérdéssé vált a feszült Magyar–szlovák kapcsolatok kérdéskörében, melyek a törvény hatására sokéves mélypontra jutottak.
A törvény kinyilvánítja a szlovák nyelv elsőbbségét bármilyen más nyelvvel szemben és azt állítja, hogy a szlovák nyelv „a Szlovák Köztársaság szuverenitásának megnyilvánulása”. A törvény számos olyan helyzetet, köznapi szituációt részletez, amely során a népesség (pl. orvosok)) kötelezve van a szlovák nyelv használatára írásban és szóban egyaránt.
A 2009-es módosítás 100-tól 5000 euróig terjedő pénzbüntetés kiszabását teszi lehetővé azok esetében, akik nem a szlovák nyelvet használják a törvény által meghatározott helyzetekben.

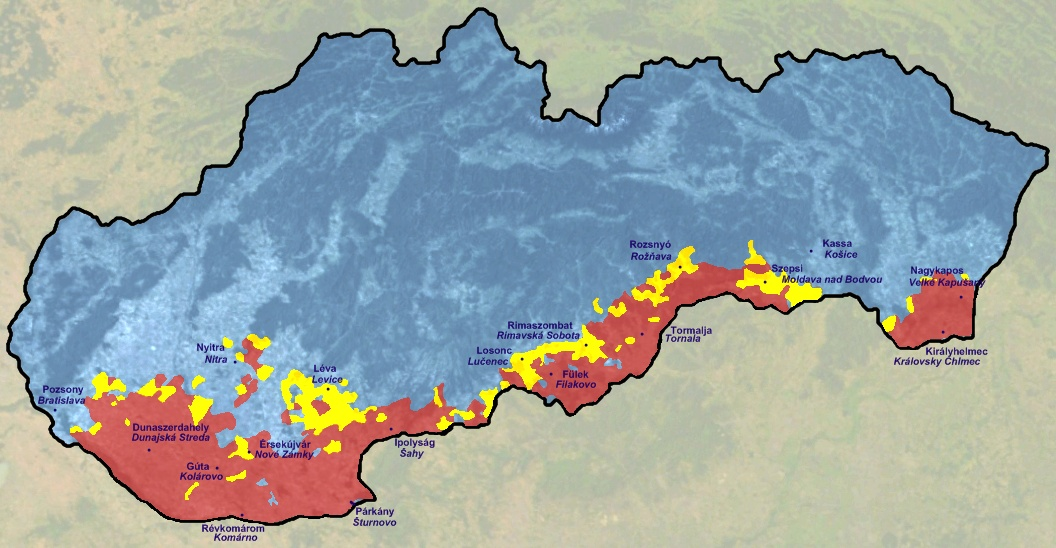
A magyar nemzetiségűek aránya Szlovákiában
50-100%
10-50%
0-10%

## A nyelvtörvény története

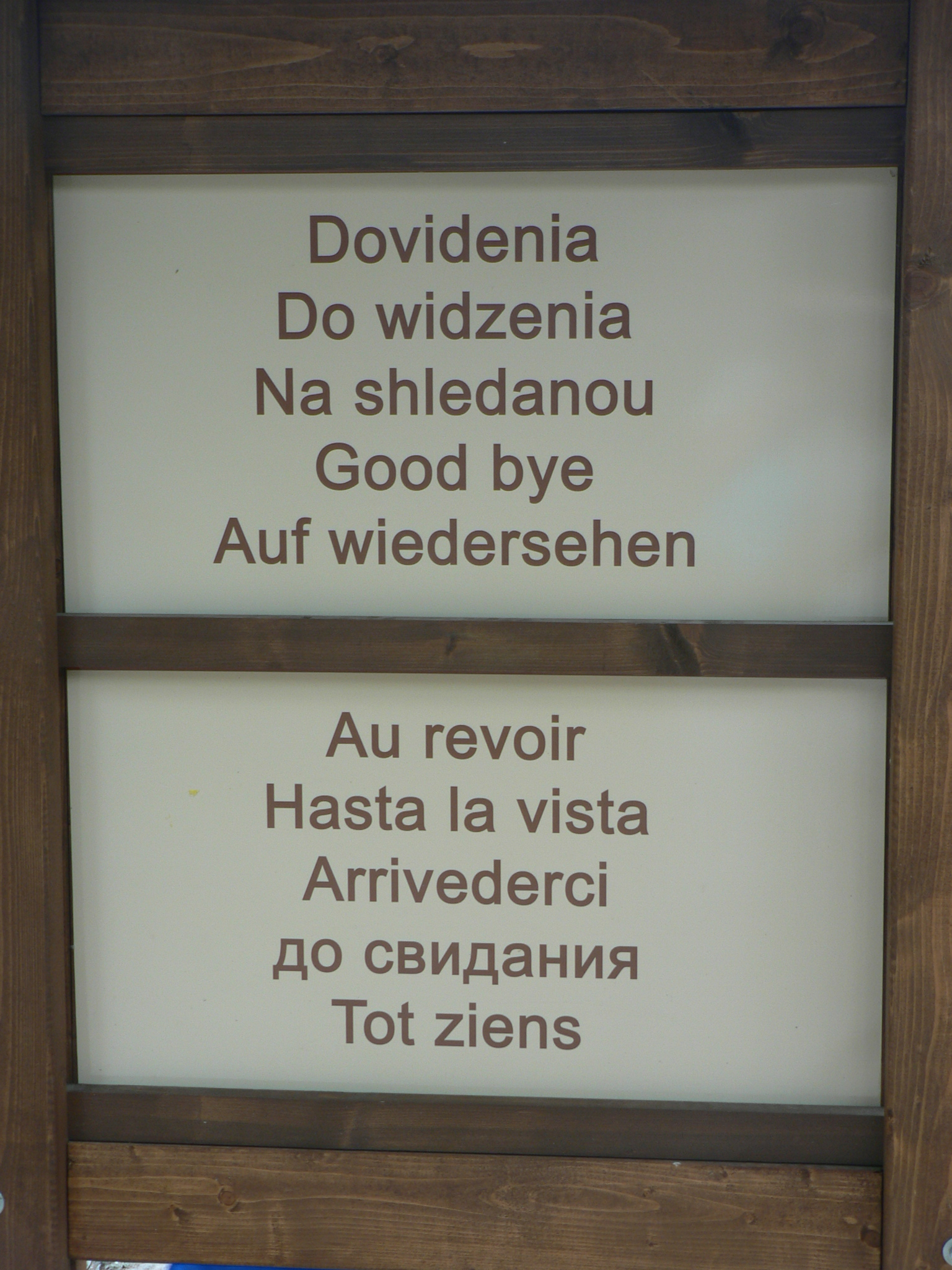
10 nyelvű tábla az árvai várban

### 1990
A nyelvhasználattal foglalkozó első törvényt 1990-ben hozták létre, Csehszlovákiában ez csak ott engedélyezte a magyar nyelv használatát, ahol a magyarok aránya a népesség 20%-át meghaladta.

### 1995
Miután Szlovákia független állam lett, 1993-ban a Szlovák Nemzeti Párt és a Matica slovenská olyan törvények elfogadását szorgalmazta, amelyek „megvédelmeznék" a szlovák nyelvet. A „dél-szlovákiai szlovákok” az 1995. április 4-ei nagysurányi találkozón kiadott nyilatkozatban követelték a nyelvtörvény elfogadását. A nyelvtörvény módosítása („kivételek nélküli nyelvtörvény") különböző büntetési tételeket írt elő más nyelvek, például a magyar használatáért a hivatalos kommunikációban, a kisebbség részarányától függetlenül. Így a törvény a magyar többségű településeken is büntetni rendelte a magyar nyelv használatát. Az államnyelvtörvény betartása felett őrködő ellenőrző testület első négy tagját a kulturális minisztérium 1996 februárjában nevezte ki. Ezt az elnyomó jellegű törvényt még a szlovák alkotmánybíróság is alkotmányellenesnek találta és később megsemmisítette.

### 1999
Ahhoz, hogy Szlovákia folytathassa a tárgyalásokat az Európai Unióhoz (EU) való csatlakozás ügyében, el kellett fogadnia a kisebbségek nyelvhasználatához való jogokat. Ez egy 1999-es törvényben történt meg, amely a kisebbségi nyelv használatát nyilvános helyeken (pl. kórházakban) ott engedélyezte, ahol a kisebbség aránya meghaladja a 20%-ot.

### 2009

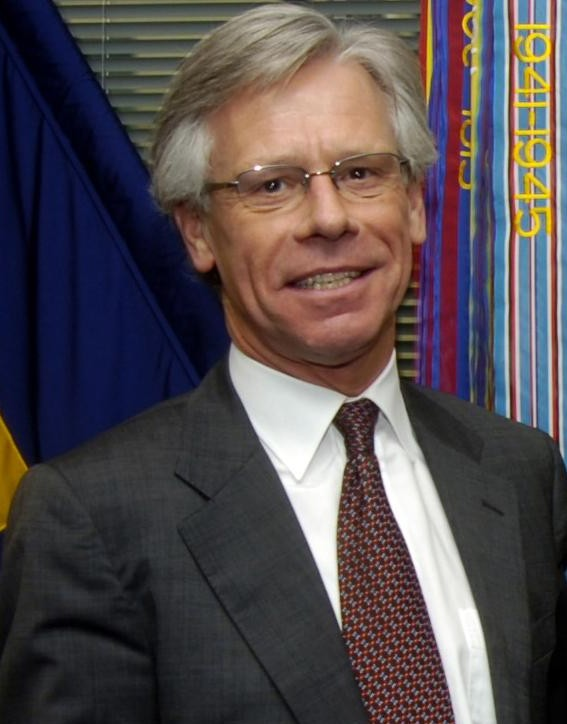
Knut Vollebæk

2009-ben a szlovák parlament elfogadta az úgynevezett „államnyelv törvényt”, mely szerint a szóbeli és az írásbeli kommunikáció során használt nyelv a legtöbb nyilvános helyzetben és helyeken, az állami hivatalokban és intézményekben csak szlovák lehet. Más nyelv például a magyar használata a leírt feltételek mellett a törvény következtében pénzbüntetést eredményez, minimum 100, maximum 5000 eurót. A The Economist című tekintélyes lap egy cikkében foglalkozott a nyelvtörvénnyel, eszerint a törvénnyel „Szlovákia kriminalizálja a magyar nyelvet”, ami az anyanyelve a szlovákiai állampolgárok 10,7%-nak, ennek használata bizonyos helyzetekben büntetést von maga után.
Knut Vollebæk, az Európai Biztonsági és Együttműködési Szervezet (EBESZ) kisebbségügyi biztosa számos ponton kritizálta a nyelvtörvényt, azonban utóbb Szlovákia számára megfogalmazott ajánlásait titokban és nem nyilvánosan tette. A Magyar Koalíció Pártja (MKP) arra kérte a szlovák kormányt, hogy hozza nyilvánosságra a Vollebækkel folytatott kommunikációt annak teljességében, hogy a biztos véleményét és állásfoglalásait ne lehessen meghamisítani vagy eltorzítani. Korábban számos alkalommal a szlovák kormány a biztos véleményét úgy próbálta prezentálni, mintha minden rendben lenne a törvénnyel. Magyarország kifejezésre juttatta, hogy aggódik a törvény magyarokkal szembeni diszkriminatív volta miatt.
Augusztus 31-én lepleztek le egy szobrot Szlovákiában, mely egy országos demonstráció alkalmával az ott élő magyarok tiltakozását szimbolizálta a nyelvtörvény ellen. A gyászszobor leleplezése során tartott beszédekben elhangzott, hogy „A felvidéki magyarságot gúzsba akarják kötni, el akarják némítani, és ezt nem engedhetjük! Ez a szobor üzenete”. Bajnai Gordon magyar miniszterelnök szerint: „Nagyon káros, amikor egyes, megélhetési nacionalizmust folytató szélsőséges szlovák politikusok a kisebbségi ügyét használják arra, hogy elfedjenek valós problémákat”. Szeptember elején a nyelvtörvényre felhívták a Fehér Ház figyelmét. Koszorus Ferenc, az Amerikai Magyar Szövetség (American Hungarian Federation) vezetője „elfogadhatatlan és diszkriminatív”-nak nevezte a törvényt az amerikai kormányzat vezető külpolitikai döntéshozóval történt találkozóján. A magyar külügyminiszter, Balázs Péter a szlovákiai gyakorlatot a kegyetlen Ceauşescu-diktatúra nyelvpolitikájához hasonlította.

#### Bajnai–Fico tárgyalások
|  |  |

A nyelvtörvény ügyében Bajnai Gordon és Robert Fico tárgyalásokat kezdeményezett, amelyek Szécsény városában zajlottak szeptember 10-én. A sajtó akkoriban úgy értékelte, hogy a magyar félnek sikerült valami apró eredményt elérnie a nyelvtörvénnyel kapcsolatban, akkor még nem lehetett tudni, hogy a megállapodást a szlovákok rövid idő után semmibe veszik. Ugyanakkor már a találkozó utáni sajtótájékoztatón is Fico számtalan félmondattal és utalással gúnyolódott a magyarokon. A felek Szécsényben megállapodtak, hogy a szlovák államnyelvtörvény vitás kérdéseit a törvényhez kiadandó végrehajtási utasításban rendezi majd a szlovák kormány, a végrehajtási utasításról pedig a kisebbségi vegyesbizottságban (kvb) egyeztetnek, a tárgyalásokba az EBESZ-t is bevonva. Fico azt is vállalta a szécsényi megállapodásban hogy elfogadja és kötelezőnek tartja EBESZ ajánlásait és véleményét. Ezt a megállapodást a szlovák fél teljes egészében felrúgta mindössze néhány hónappal később. Kiderült, az EBESZ ajánlásait semmibe vevő végrehajtási utasítást akar elfogadni a szlovák kormány december közepén az államnyelvtörvényhez. A szlovákok a szécsényi megállapodással ellentétben nem egyeztettek a kérdésről a magyarokkal és az EBESZ-szel.
Magyarország később változtatott eredeti álláspontján és nem Szlovákiát támogatta azon a szavazáson, ahol az energiaügyi miniszterek arról döntöttek, hol legyen az Európai Energiaszabályozói Együttműködési Ügynökség (ACER) székhelye. „Csalódtam Magyarországban, mert emlékszem, hogy Luxemburgban [június folyamán] Szlovákiát támogatta, de az álláspontja most megváltozott.” A döntés okáról a szlovák fél úgy vélekedett, a nyelvtörvény idézte elő ezt a döntést. A magyar Miniszterelnöki Hivatal szerint azonban „Magyarország a hagyományosan jó magyar–szlovén kapcsolatokra való tekintettel döntött a szlovén ACER pályázat támogatása mellett.” A döntés nagy veszteség volt Robert Fico szlovák kormányfőnek, aki erőteljesen lobbizott a központ szlovákiai telepítése érdekében.
2009. december 16-án a szlovák kormány elfogadta a törvényhez kapcsolódó végrehajtási utasításokat. A dokumentum – amely kétszer olyan hosszú, mint maga a törvény – rögzíti, hogyan kell értelmezni a törvény egyes sokat vitatott fogalmait, mint például a hivatalos és a nyilvános érintkezés, a hivatalos nyelv, a földrajzi megnevezés vagy az egészségügyi és szociális intézmények nyelvhasználata.

### 2010
- Januárban Knut Vollebæk EBESZ-főbiztos elismerő közleményben üdvözölte a végrehajtási utasításokat, noha a szlovák kormány a nyelvtörvény magyarázatából több fontos javaslatát kihagyta.[24]
- A magyar kormány 2010. február 1-jétől 50 millió forintos pénzalapot hozott létre azoknak a szlovákiai magyaroknak a kárpótlására, akiket megbírságoltak anyanyelvük használata miatt.[25]
- A 2010-es szlovákiai parlamenti választások után megalakult Radičová-kormány a törvény módosítására készült.[26]
- 2010 októberében a Velencei Bizottság állásfoglalást adott ki a törvénnyel kapcsolatban.[27] A Bizottság részletesen elemezte a törvényt, és annak módosítására szólított fel.[28]
- A Magyar Koalíció Pártja kezdeményezésére 2010 októberében aláírásgyűjtést indítottak a szabad anyanyelvhasználat követelése végett. A közel 34 000 támogató aláírást tartalmazó petíciós íveket 2010 decemberében átadták a parlament elnökségi irodájának.[29]

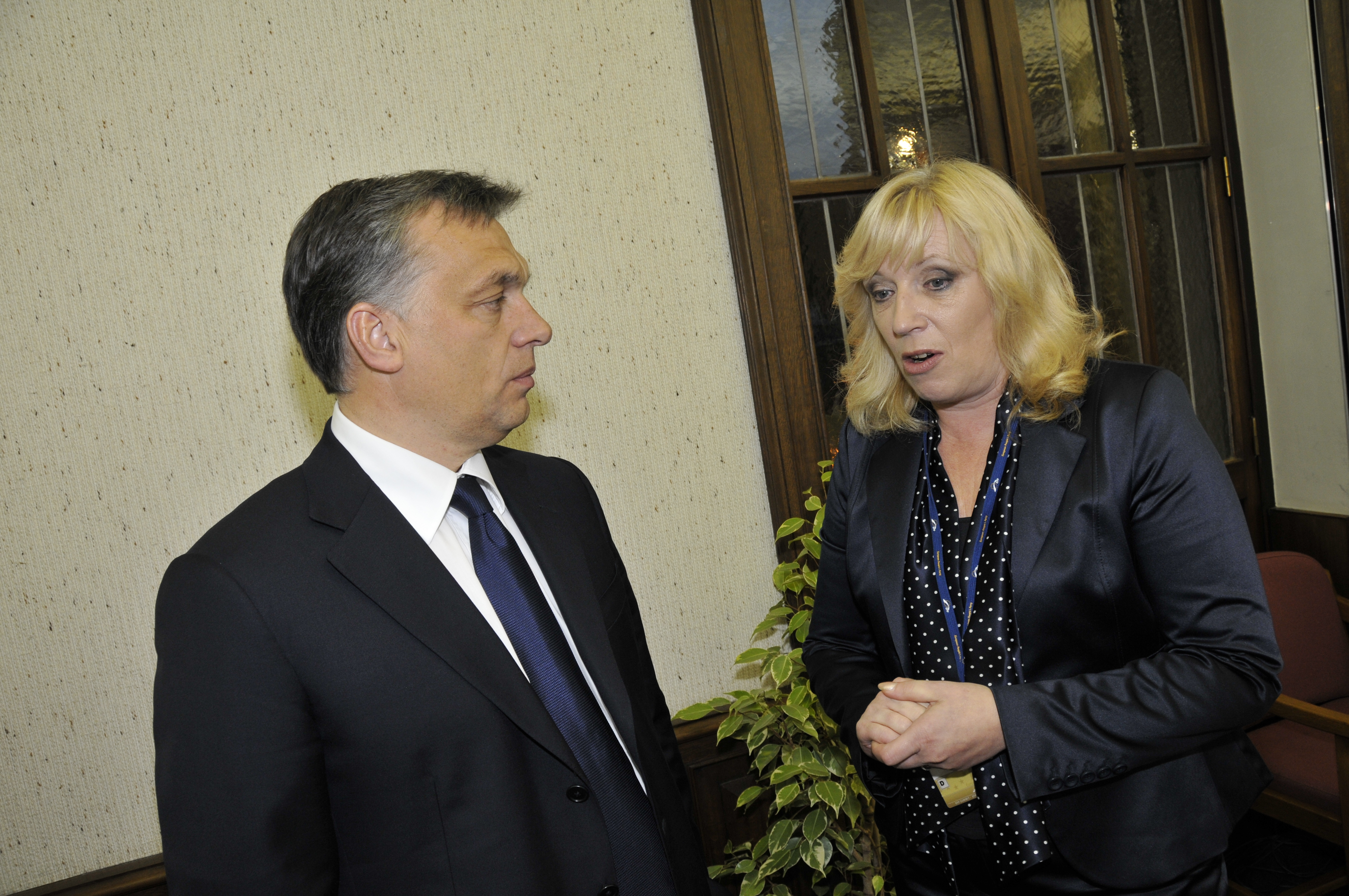
Orbán Viktor magyar és Iveta Radičová szlovák miniszterelnök 2010-ben

- 2010. december 9-én a kritikák hatására módosította a törvényt a szlovák parlament. A kiszabható pénzbírság felső határát 2500 euróra csökkentették, és a magánszemélyek kikerültek a büntethető körből.[30] Ivan Gašparovič államfő visszaküldte a törvényt megfontolásra,[31] így az egy második szavazás után, csak 2011 márciusában lépett érvénybe.[32]

### 2011
- 2011. május 25-én a parlament hosszas vita után ismét módosított a törvényen, amely végül több helyen eltért a Most–Híd és a kormány javaslatától.[33] Az elfogadott változat szerint a nyelvhasználati küszöb a településenkénti 20%-ról 15%-ra csökken, mindkét nyelven kiadják majd az anyakönyvi és halotti kivonatokat, a hivatalos ügyeket anyanyelven is lehet intézni. A települések ülésein a képviselők és a polgármester jóváhagyása esetén az adott népcsoport nyelvén is lehet beszélni, ám az anyakönyveket továbbra is szlovákul vezetik.[34] Berényi József, az MKP elnöke bírálta a módosítást.[35] Az államfő ezt a törvénymódosítást is visszaküldte megfontolásra.[36] A magyar kormány „csalódástkeltőnek” nevezte a módosítást.[37]
- 2011-től a Kétnyelvű Dél-Szlovákiáért Mozgalom nevű facebookos civil csoport akciókkal igyekezett megakadályozni, hogy a magyar nyelv kiszoruljon a mindennapokból. A mozgalom küzd például a hiányzó kétnyelvű közlekedési táblák kihelyezéséért, a törvénysértő módon csak szlovák nyelvű reklámok ellen, a kétnyelvű vasúti tájékoztatásért. Számos kezdeményezésüket később politikusok is felkarolták.

### 2012
A Szlovák Nemzeti Párt 2011-ben aláírásgyűjtést kezdeményezett a kizárólagos szlovák nyelvhasználat ügyében. Petíciójuk a szlovák társadalom jelentős támogatásával rendelkezik. Összegyűjtött aláírásaik száma 2012 januárjában 420 000 körül volt, amely ezáltal teljesíti a népszavazás kiírásának számbeli feltételét.

## Fogadtatása

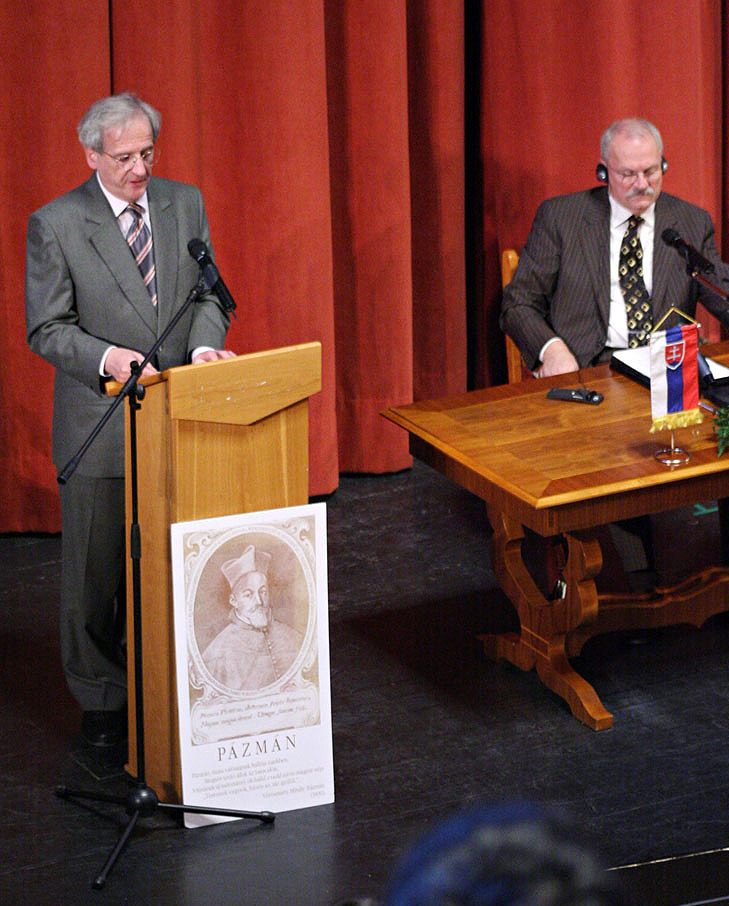
Sólyom László magyar és Ivan Gašparovič szlovák államfő

### Magyarországon
A törvény széles körben kritikát kapott a magyarok elleni diszkrimináció miatt, valamint azért, mert ellentétes az európai demokrácia szellemével. Azt is felvetették, hogy a törvény potenciálisan sérthet különböző megállapodásokat, szerződéseket.

#### Magyar kormányzat
Sólyom László magyar államfő aggályosnak találta a nyelvtörvényt. Az elnöki hivatal közleménye szerint:

„ Az anyanyelv használatának ilyen szigorú szankciókkal fenyegetett korlátozása nem csupán a szlovákiai magyarság érdekeit és eddig gyakorolt jogait sérti, de több két- és többoldalú nemzetközi megállapodás szellemével, egyes esetekben betűjével is ellentétes. Többnemzetiségű állam homogén nemzetállammá alakítása, erőszakos nyelvi asszimiláció az Európai Unió értékrendjével összeférhetetlen, és a kisebbségeket védő mai nemzetközi jogrenddel ellentétes.”

– A Magyar Köztársaság elnöki hivatalának közleményéből

Sólyom szerint az anyanyelv használatának korlátozása a jogsértéseken túl ellentétes a magyar és a szlovák nép érdekeivel is. Szerinte a két ország kapcsolatának a másik történelmének, nyelvének és kultúrájának kölcsönös tiszteletén és elismerésén kell alapulnia, „ezt elismerni és támogatni kötelessége annak az államnak, amelyben a másik nemzet részei is élnek.”
Bajnai Gordon miniszterelnök szerint a törvény súlyosan sérti a felvidéki magyarokat és nagy mértékben rontja a Magyar–szlovák kapcsolatokat is. Elmondása szerint a törvény számos kétoldali és nemzetközi szerződés szellemét és betűjét is sérti.
Bajnai a következőket nyilatkozta:

„Nagyon káros, amikor egyes, megélhetési nacionalizmust folytató szélsőséges szlovák politikusok a kisebbség ügyét használják arra, hogy elfedjenek valós problémákat.

Előnyös lenne, ha a belpolitika, a hatalmi motivációk kikerülnének a kétoldalú kapcsolatokból, és a kisebbségek ügye visszatérne a kapcsolatok érinthetetlen, szent dolgai közé”

– Bajnai Gordon Magyarország miniszterelnöke

Balázs Péter külügyminiszter a Die Presse (német nyelvű) osztrák lapnak nyilatkozva úgy fogalmazott, hogy Robert Fico szlovák miniszterelnök „sajnálatos módon könnyen elérhető népszerűséget igyekszik szerezni”.

„Minden a jövő évi szlovák parlamenti választásokon múlik. A „magyar kártya” kijátszása egy politikai játék része. A két ország közötti további együttműködéssel kapcsolatban nem sokat várok már Ficótól.”

– Balázs Péter, Magyarország külügyminisztere

A magyarországi parlamenti pártok (MSZP, Fidesz, KDNP, SZDSZ) közös nyilatkozatot adtak ki, amelyben arra kérték Szlovákiát, vonja vissza a törvényt.

#### Magyar Tudományos Akadémia
Az etnikai és nemzeti kisebbségek intézete a Magyar Tudományos Akadémián (MTA) belül elemezte a törvényt:

„„Az anyanyelv támogatása és védelme ürügyén a szlovák törvényhozás által alkotott módosítás több emberi alapjogot is sért, amelyek védelmét Szlovákia számos nemzetközi szerződésben vállalta." 

„Képzeljük el a következő helyzetet: Egy tűzoltó egy bajba jutott embert próbál kimenteni, aki nem beszél szlovákul. A törvény mégis kényszeríti arra, hogy csak szlovákul válaszoljon a segélykérésre. ”

– MTA Kisebbségkutató Intézet

### Szlovákiában
„„A nyelvtörvény egy teljesen felesleges jogszabály. Sőt káros. … mert teljesen feleslegesen rontja a különböző anyanyelvű polgárok kölcsönös viszonyát. Nem kellett volna azt még módosítgatni, mert már az eredeti is annyira rossz, hogy azt nem lehet jóvá tenni, hacsak nem úgy, hogy érvénytelenítik azt.”

– Miroslav Kusý szlovák politológus

#### Tüntetések

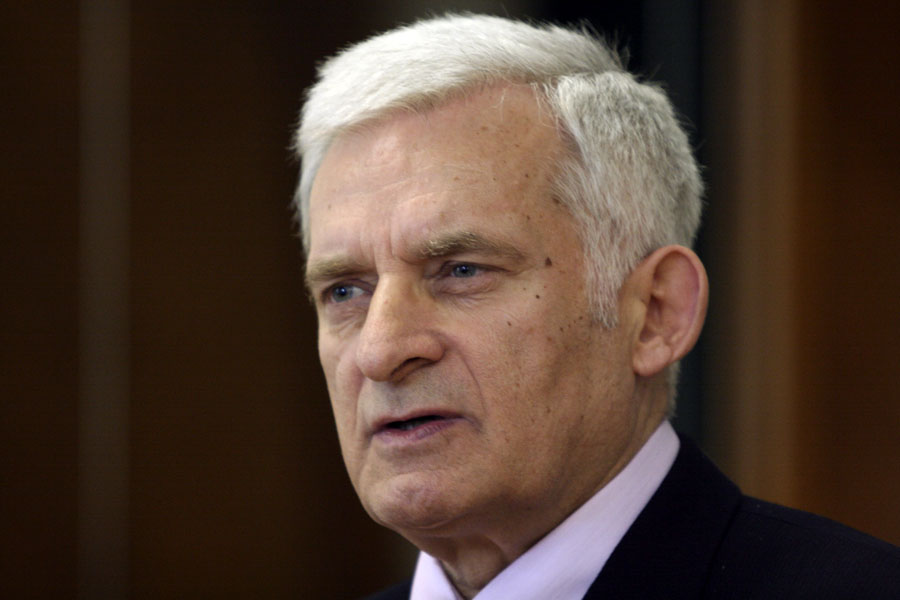
Jerzy Buzek, az Európai Parlament elnöke úgy nyilatkozott, a törvény árt az integráció szellemének és ellentétes a demokrácia alapelveivel

2009. szeptember 1-jén nagyjából 10 000 magyar tüntetett Dunaszerdahelyen a törvény ellen a helyi stadionban.

### Európai Parlament
Jerzy Buzek, az Európai Parlament (EP) elnöke úgy nyilatkozott, a törvény árt az integráció szellemének és olyan kérdéssé válik, ami az egész Európai Uniót érinti, mivel ellentétes a demokrácia alapelveivel. Véleménye szerint a törvény részletes tanulmányozása szükséges, hogy kiderüljön sérti-e a fennálló jogrendet.
Buzek szerint a szlovák kormányzat nem zárja ki annak lehetőségét, hogy a jövőben megváltoztassák a nyelvtörvény szövegét.
Michael Gahler, az EP képviselője és a külügyi bizottság alelnöke szintén kritizálta a törvényt, kijelentve, Robert Fico szlovák miniszterelnök és koalíciós partnerei „még sem mentálisan, sem politikailag nem érkeztek meg Európába”:

„Szlovákia így megsérti az EU közösen elfogadott és tisztelt normáit és figyelmen kívül hagyja az Európa Tanács vonatkozó ajánlásait, amik a kisebbségi nyelvek használatának kiterjesztése érdekében születtek.
Szlovákia saját lejáratódását kockáztatja EU-tagként és azt kockáztatja, hogy diktatúrává válik, ha a törvény előírásait konzisztens módon alkalmazzák.”

– Michael Gahler, az EP külügyi bizottságának alelnöke

## A törvény működése
- 2009 novemberében a szlovák rendőrség kihallgatta Nagytárkány polgármesterét, mert egy lakossági bejelentés szerint megsértette a nyelvtörvényt.[51]
- 2010 októberében 1500 eurós pénzbírsággal sújtották a „MY - Nitrianske noviny” című nyitrai lapot, amiért az kizárólag magyarul közölte egy pénzkölcsönzéssel foglalkozó budapesti cég hirdetését.[52]